# Premio de Europa
El Premio de Europa (del francés: Prix de l'Europe), en inglés: EuropaPrize es una distinción creada en 1955 por el Comité de ministros del Consejo de Europa que se otorga anualmente a uno o más municipios que hayan hecho notables esfuerzos para promover el ideal de la unidad europea.
Cada año, en marzo o abril, la Subcomisión del Premio de Europa, compuesta por miembros de la Asamblea Parlamentaria, determina su elección y lo presenta para su aprobación a la Comisión de medio ambiente, agricultura y asuntos regionales de la Asamblea Parlamentaria. Desde enero de 2010, es presidente de la Subcomisión del Premio de Europa el político alemán Axel E. Fischer y su adjunto el diputado turco Moustafa Ünal.
En 1984 se estableció una Asociación de ganadores del Premio de Europa que está presidida desde 2011 por el alcalde de Ankara, Melih Gökcek.
Los ganadores de 2012 fueron la ciudad italiana de Corciano y, por primera vez que una ciudad rumana, la ciudad de Sighișoara en Transilvania. En 2013, la ciudad alemana de Altötting y la húngara de Tata; en 2014, la polaca Slupsk; en 2015, Dresde y la sueca Vara y en 2016, la española Gerona.
En total, 76 ciudades han obtenido el Premio de Europa.

## Composición del premio
El premio de Europa está compuesto por un trofeo itinerante, constituido por una placa de bronce, con motivos alegóricos y una inscripción latina que lleva el nombre de cada municipio que ha ganado el premio. También cuenta con una medalla de bronce, un pergamino conmemorativo y una beca para financiar viajes de estudio en Europa destinados a jóvenes del municipio ganador. Se entrega oficialmente a la ciudad ganadora por el presidente de la Asamblea, con la asistencia de la Subcomisión del Premio de Europa, durante el curso de una "Jornada de Europa", organizada solemnemente por el municipio. El trofeo permanece en la ciudad galardonada hasta la siguiente entrega.
El premio de Europa tiene cuatro niveles, por orden creciente de importancia:
- el Diploma Europeo: es la primera fase de la selección de los ganadores, con una treintena de diplomas concedidos anualmente. Los alcaldes de los municipios premiados reciben un Diploma con el nombre del municipio y la fecha de concesión en una ceremonia oficial celebrada en el Palacio de Europa en Estrasburgo, durante la sesión de junio de la Asamblea Parlamentaria.

- la Bandera de Honor es el premio más conocido y constituye un paso previo hacia la obtención de la Placa de Honor y del Premio de Europa. Cada año se entregan una veintena de banderas, habiéndose concedido más de 1000 banderas desde 1961. Un miembro de la Asamblea Parlamentaria hace entrega de la bandera al municipio galardonado en una ceremonia municipal abierta al público.

- la Placa de Honor, renovada en 2001: en la parte superior, tiene unas figuras en latón que representan el rapto de Europa; en la central, las doce estrellas de Europa y una inscripción con el año de obtención de la Placa; en la inferior tiene un mapa estilizado y en filigrana de la Gran Europa en el que se indica el nombre del municipio galardonado. Un miembro de la Asamblea Parlamentaria hace entrega de la misma al municipio ganador en una ceremonia a la que se invita a la población local. Cada año se entregan unas diez placas, con un total de 175 concedidas hasta la fecha.

- el Premio de Europa propiamente dicho, recibiéndolo cada año uno o dos municipios que hayan obtenido la Placa y la Bandera. El Presidente de la Asamblea Parlamentaria del Consejo de Europa hace entrega del Premio en un “Día de Europa” organizado por el municipio, al que también asiste la Subcomisión del Premio de Europa.

En 2005, 61 ciudades europeas ya habían sido laureadas con el premio de Europa, 175 con la placa de honor, 1033 colectividades locales habían recibido la bandera de honor y más de 500 municipios habían sido laureados con el diploma europeo.

## Criterios
Los criterios que se valoran en la concesión son los siguientes:
- Adhesión a organizaciones europeas o internacionales de municipiosinteresadas en difundir la idea europea, como el Consejo de Municipios y Regiones de Europa, Ciudades y Gobiernos Locales Unidos, etc..

- Hermanamientos con otros municipios de Estados y actividades que han organizado en el marco de estos hermanamientos

- Otras relaciones con municipios en el extranjero de organismos locales, públicos, semipúblicos o privados, como universidades, cámaras de comercio, asociaciones profesionales, sindicatos, asociaciones culturales, clubes deportivos, etc.

- Intercambios de personas

- Organización de eventos de carácter europeo como manifestaciones a favor de la unidad europea, congresos de jóvenes, encuentros culturales, conferencias económicas, festivales folclóricos internacionales, torneos deportivos, festivales musicales, exposiciones internacionales, etc.

- Celebración del Día de Europa (9 de mayo) con eventos oficiales con este motivo (reunión formal del Consistorio, actos públicos, abanderamiento de edificios públicos, fiestas, carteles, anuncios dirigidos a la población).

- Difusión de la idea europea en los centros municipales de educación para adultos (charlas o conferencias en clases nocturnas o en centros municipales de educación) y en las escuelas (concursos de redacción o de dibujo sobre temas europeos, entrega de libros sobre temas europeos como premios escolares, etc.) y participación de las escuelas municipales en el «Día Europeo de las Escuelas».

- Solidaridad europea, como donaciones de fondos o prestación de asistencia a municipios extranjeros en respuesta a llamamientos realizados en nombre de víctimas de desastres naturales

- Disposición a organizar una ceremonia pública en la que participen activamente los jóvenes para la entrega por un miembro de la Asamblea Parlamentaria del Consejo de Europa del galardón y que no deberá coincidir con una campaña electoral ni con un acto organizado por un partido político.

## Lista de laureados
Hasta 2022, 82 ciudades han obtenido el Premio de Europa: 17 de Alemania; 11 de Francia; 8 de Italia; 6 de Austria, 5 de Bélgica, del Reino Unido y de Polonia; 4 de Turquía; 3 de Países Bajos, de España y de Ucrania; 2 de Dinamarca, Hungría y Suiza; y 1 de Grecia, Lituania, Noruega, Rumanía, Rusia y Suecia. El premio fue concedido todos los años y 14 veces fue compartido por dos ciudades (años 1956, 1957, 1958, 1960, 1961, 1969, 1974, 1986, 1993, 2000, 2011, 2012, 2013 y 2015). Las ciudades premiadas desde la institución del premio se recogen en orden cronológico en la tabla que sigue.
| Año  | Municipio                   | País                   |
| ---- | --------------------------- | ---------------------- |
| 1955 | Coventry                    | Reino Unido            |
| 1956 | Offenbach del Meno Puteaux  | Alemania · Francia     |
| 1957 | Burdeos Turín               | Francia · Italia       |
| 1958 | La Haya Viena               | Países Bajos · Austria |
| 1959 | Estambul                    | Turquía                |
| 1960 | Aarhus Brujas               | Dinamarca · Bélgica    |
| 1961 | Rodas Schwarzenbek          | Grecia · Alemania      |
| 1962 | Palermo                     | Italia                 |
| 1963 | Aubenas                     | Francia                |
| 1964 | Innsbruck                   | Austria                |
| 1965 | Tubinga                     | Alemania               |
| 1966 | Kristiansand                | Noruega                |
| 1967 | Estrasburgo                 | Francia                |
| 1968 | Faenza                      | Italia                 |
| 1969 | Karlsruhe Nancy             | Alemania · Francia     |
| 1970 | Sierre                      | Suiza                  |
| 1971 | Údine                       | Italia                 |
| 1972 | Zelzate                     | Bélgica                |
| 1973 | Wurzburgo                   | Alemania               |
| 1974 | Cesenatico Mâcon            | Italia · Francia       |
| 1975 | Darmstadt                   | Alemania               |
| 1976 | Devon                       | Reino Unido            |
| 1977 | Aviñón                      | Francia                |
| 1978 | Tubize                      | Bélgica                |
| 1979 | Graz                        | Austria                |
| 1980 | Passau                      | Alemania               |
| 1981 | Braunfels                   | Alemania               |
| 1982 | Braine-l'Alleud             | Bélgica                |
| 1983 | Lausanne                    | Suiza                  |
| 1984 | Leamington Spa              | Reino Unido            |
| 1985 | Santiago de Compostela      | España                 |
| 1986 | Arnhem Klagenfurt           | Países Bajos · Austria |
| 1987 | Berlín-Neukölln             | Alemania               |
| 1988 | Aalborg                     | Dinamarca              |
| 1989 | Lucca                       | Italia                 |
| 1990 | Plouguerneau                | Francia                |
| 1991 | Bursa                       | Turquía                |
| 1992 | Delfzijl                    | Países Bajos           |
| 1993 | Bocholt Mülheim an der Ruhr | Alemania · Alemania    |
| 1994 | Linz                        | Austria                |
| 1995 | Bolonia                     | Italia                 |
| 1996 | Wansbeck                    | Reino Unido            |
| 1997 | Ratisbona                   | Alemania               |
| 1998 | Częstochowa                 | Polonia                |
| 1999 | Espira                      | Alemania               |
| 2000 | Cockermouth Marvejols       | Reino Unido Francia    |
| 2001 | Sankt Pölten                | Austria                |
| 2002 | Gdynia                      | Polonia                |
| 2003 | Klaipėda                    | Lituania               |
| 2004 | Audenarde                   | Bélgica                |
| 2005 | Kaliningrad                 | Rusia                  |
| 2006 | Szeged                      | Hungría                |
| 2007 | Núremberg                   | Alemania               |
| 2008 | Katowice                    | Polonia                |
| 2009 | Ankara                      | Turquía                |
| 2010 | Járkov                      | Ucrania                |
| 2011 | Hünfeld Landerneau          | Alemania · Francia     |
| 2012 | Corciano Sighișoara         | Italia · Rumania       |
| 2013 | Altötting Tata              | Alemania · Hungría     |
| 2014 | Slupsk                      | Polonia                |
| 2015 | Dresde Vara                 | Alemania · Suecia      |
| 2016 | Gerona                      | España                 |
| 2017 | Lublin                      | Polonia                |
| 2018 | Ivano-Frankivsk             | Ucrania                |
| 2019 | San Sebastián               | España                 |
| 2020 | Amilly                      | Francia                |
| 2021 | Khmelnytskyi                | Ucrania                |
| 2022 | İzmir                       | Turquía                |